# 張喬松
張喬松（1543年—？），字爾操，號青徕、又号卓斋，江西臨江府新喻縣人，民籍，明朝政治人物。

## 生平
隆庆元年（1567年）丁卯科江西鄉試第二十名，萬曆八年（1580年）庚辰科會試第一百三十三名，登三甲第十名進士。吏部觀政，本年授行人司行人，十三年升工部主事，十四年差杭州抽分，本年回部。十五年奉差徐州催运花斑石，十六年回部，以功升添注郎中。十七年丁憂归乡。二十年复除本部，六月升福建兵备佥事，二十三年升云南左参议，二十五年升湖广副使，二十九年升本省右参政，三十年八月调补广西右参政，三十一年丁憂归乡。三十二年考察降用。

## 家族
曾祖張世傑；祖父張乾載，贈中大夫湖广参政；父張從德，號颐庵，曾任壽官，封工部主事，累贈中大夫湖广参政。母黃氏；繼母羅氏。